# Кувшин (хутор)
Кувшин — хутор в Подгоренском районе Воронежской области Российской Федерации. 
Входит в состав Витебского сельского поселения.

## География
Хутор Кувшин (Елизаветполь) расположен на берегу реки Дон в протяженной балке между двумя высокими береговыми холмами. В хуторе имеется одна улица — Речная

## История

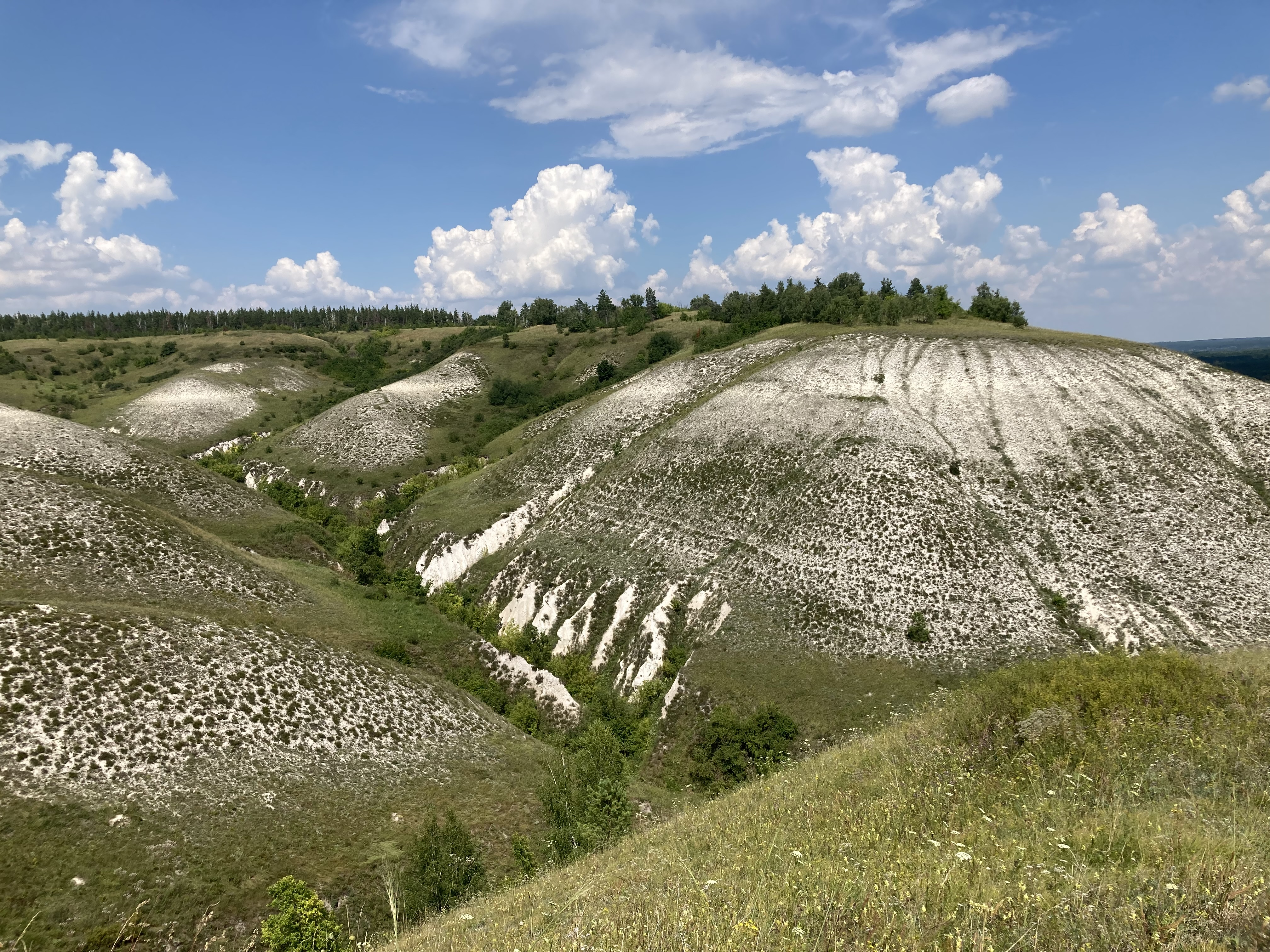
Меловые горы (местное название — «Городище») несколько выше хутора Кувшин по течению Дона

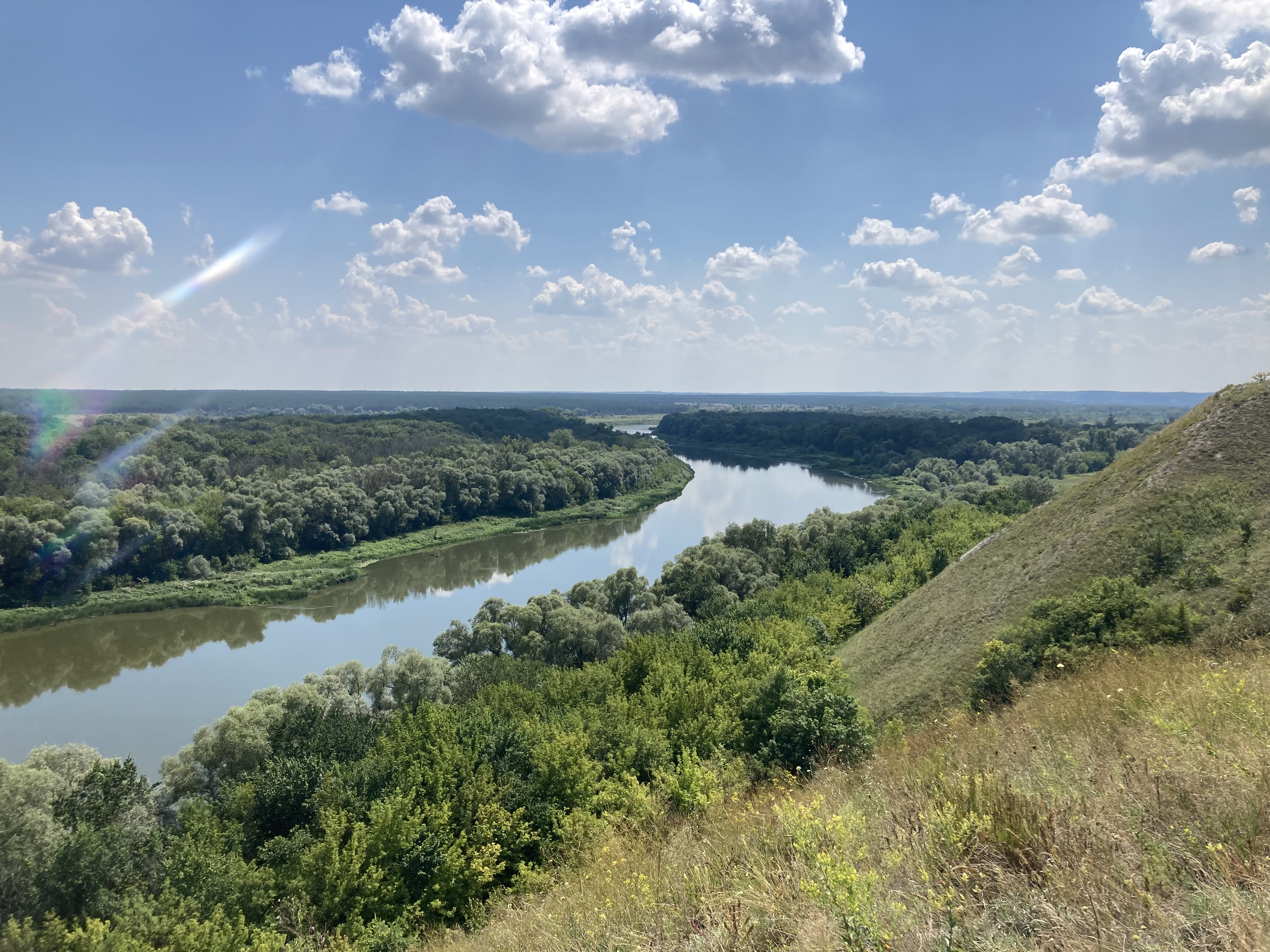
Вид со стороны меловых гор рядом с хутором на Дон

Хутор Кувшин основан в конце XVIII века, после 1780 года. В своем труде «Материалы для колонизации и быта Харьковской и отчасти Курской и Воронежской губерний» Д. И. Багалий наводит «Ведомость о провинциях и комиссарствах Слободско-Украинской губернии и состоящих в них местечках, селах, деревнях и находящихся в оных жителях мужскаго и женскаго пола, с подразделением их на сословия 1773 г.» указано владельческое селение Семейки, на западном берегу р. Дон, в котором проживало 1809 жителей, владение помещицы Ершевской. Хутор же Кувшин основан меньше чем в четырёх верстах на север от Семеек, на том же западном берегу р. Дон. По всей вероятности первыми жителями Кувшина были переселенцы из Семеек, куда большинство крестьян приехало из окрестностей Миргорода, Полтавской губернии - по сведениям историка М.C. Овсянникова. Своё название хутор получил от залива Кувшинов (также рядом расположен овраг Кувшинов), этот залив с оврагом можно увидеть на плане генерального межевания Калитвянского уезда за 1780 год. В это время территория входила в состав Слободско-Украинской губернии, Калитвянского уезда. Следует также отметить, что в начале XIX века хутор часто назывался Елизаветполь (Елизаветополь).

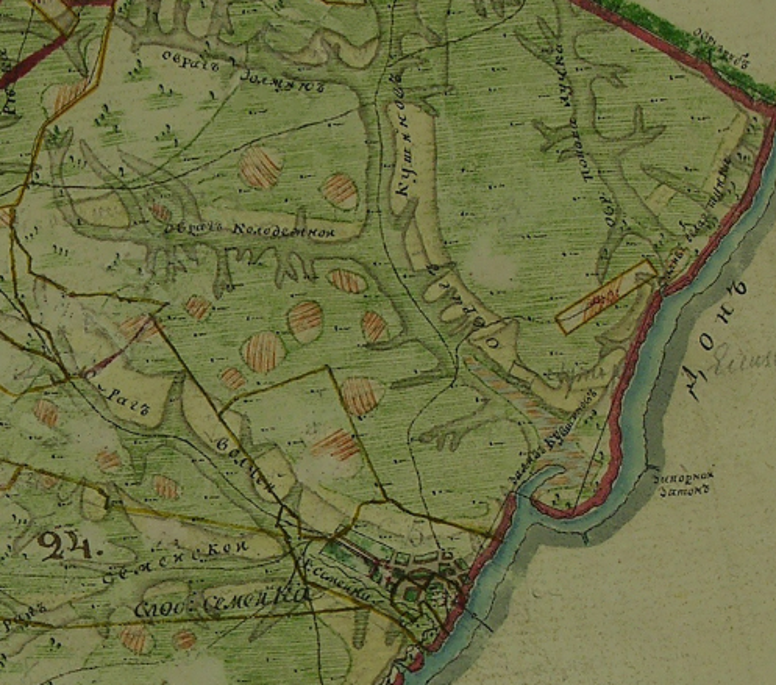
Слобода Семейки и залив Кувшинов на плане генерального межевания Калитвянского уезда (1780 г.)

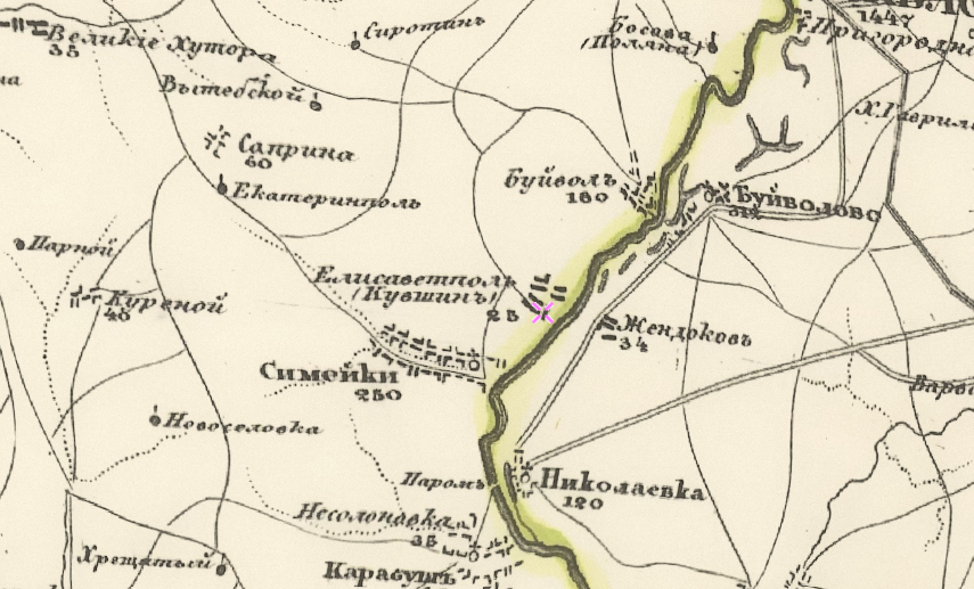
Хутор Кувшин на специальной карте Западной части России Шуберта (1826-1840 гг.)

Прохоров В. А. в своём труде «Вся Воронежская область. Краткий Историко-Топонимический словарь», так описывает процесс основания х. Кувшин:
«Возник в последнюю четверть XVIII века. Именно тогда … у некоторых помещиков была мода давать хуторам «эллинизированые» названия. Хутор назывался в то время Елизаветполь – по имени владелицы Елизаветы Алексеевны Лазаревой-Станищевой. По данным 1816 года, в хуторе было 30 дворов… В списке населённых мест 1859 г., хутор отмечен под названием Кувшин. Это название произошло от залива Кувшинова, упоминаемого в документах 1779 г., когда ещё не было хутора. Залив такое название мог получить по росшим в нем кувшинкам».
Следует сказать, что информация поданная Прохоровым В. А. имеет несколько неточностей. Для полного понимания следует установить хронологию владельцев сл. Семейки и впоследствии х. Кувшин. Как упоминалось ранее, на 1773 год в Семейках проживала помещица Ершевская, в «Малороссийском родословнике» находим информацию, что Марфа Ивановна Санина (по первому мужу Ершевская, муж её Алексей Лукьянович Ершевский, поручик), после смерти мужа имела во владении в сл. Семейки и х. Карабуте 1037 душ, умерла Марфа Ивановна в 1796 году, после этого её владения перешли к мужу и детям. Её второй муж Александр Андреевич Новицкий (1748-1823 гг.), из потомственных дворян Полтавской губернии владел в том числе частью села Снетин, Лубенского уезда, Полтавской губернии, проживал в сл. Семейки, Острогожского уезда. Общие дети Марфы Ивановны и Александра Андреевича: Екатерина Александровна Новицкая (1783-? гг.), замужем за Михаилом Григорьевичем Корсуном (впоследствии Корсуны и их наследники владели частью Семеек и некоторыми хуторами вокруг), Елизавета Александровна Новицкая (?-? гг.), замужем за генералом Михаилом Семеновичем Лазаревым-Станищевым. Таким образом, когда речь идет о названии Елизаветполь, следует сказать, что оно произошло от имени Елизаветы Александровны (не Алексеевны) Новицкой (в замужестве Лазаревой-Станищевой), само же название, скорее всего было использовано с начала XIX века, когда собственно эти территории перешли во владение Елисаветы Александровны от её отца Александра Андреевича Новицкого.

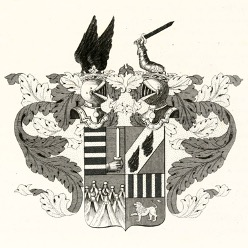
Герб рода Лазаревых-Станищевых

После упразднения Калитвянского уезда, в 1797 году, территории вокруг Семеек перешли в состав Острогожского уезда, Воронежской губернии. В начале XIX века, территории, которые принадлежали семье Новицкого Александра Андреевича (с. Семейки с хуторами, среди которых Духовой, Несолоновка, Елисаветполь, Екатеринополь и др.) по наследству были разделены между его дочерьми Екатериной (в замужестве Корсун) и Елизавете (в замужестве Лазарева-Станищева).
После смерти Елизаветы Александровны Лазаревой-Станищевой её земли в Острогожском уезде перешли к племянникам (детям Екатерины Александровни Корсун (Новицкой). В подтверждения этого следует навести цитату с «Дела по прошению помещицы Вульферт Марфы Михайловны о выдаче ей свидетельства на ее имение, состоящее в Острогожском уезде в деревне Елизаветке Кувшине» (Государственный архив Воронежской области Ф. И167, оп. 1, д. 4273), где указано следующее: 
«…Дело залога в Государственное кредитное установление, населенного имения моего, состоящего Воронежской губернии в Острогожском уезде, в деревне Елисаветовке – Кувшин тоже, доставшейся мне по наследству от тетки моей, действительной статской советницы Лазаревой-Станищевой…».
По данным списка населенных мест Воронежской губернии за 1859 год, владельческий хутор Кувшин (Елизаветополь), при реке Дон, по левую сторону тракта, прилегающего на г. Новочеркасск насчитывал 106 дворов, в которых проживало 681 житель (356 мужского пола и 325 – женского). Приблизительно половина с них по данным ревизской сказки 10-й ревизии (1858 года) принадлежали статскому советнику Николаю Михайловичу Корсуну.
Согласно ревизии 1858 г., в хуторе Кувшин проживали крестьяне и дворовые Николая Михайловича Корсуна, носившие следующие фамилии (текст оригинала, ГАВО Ф. И18, оп. 1, д. 118):

1858 года майя 10-го дня Воронежской губерніи Острогожскаго уѣзда хутора Кувшина
- Чумаковъ
- Коломійцовъ
- Сѣряченко
- Горбатенко
- Гончаренко
- Кремень
- Череповскій
- Коржовъ
- Тесленко
- Руденко
- Несолоный
- Зачепейко
- Горбачъ
- Сильченко
- Шишкинъ
- Гріенко
- Колѣсниковъ
- Мазникъ
- Коржовъ
- Грищенко
- Лазаревскій
- Сѣряченко
- Тимошенко
- Турченко
- Горбачъ
- Некрытый
- Прудкій.

Всего же въ хуторѣ Кувшинѣ мужскаго пола душъ – 157, женскаго пола – 144

Также часть жителей, по данным «Сведений о помещичьих имениях» за 1860 год (указаны имения, в которых более 100 крепостных), принадлежала его сестре Марии Михайлове Вульферт (46 дворов, 175 жителей), также среди владельцев хутора Екатерина Михайлова Безсонова и Марфа Михайловна Рекгоф, все они были племянниками Е. А. Лазаревой-Ставищевой.
После ликвидации крепостного права жители с. Кувшин начали процесс выкупа земли у своих бывших помещиков. В начале XX века, по данным «Списка населенных мест Воронежской губернии» за 1900 г., в хуторе Кувшин насчитывалось 130 дворов, в которых проживало 1103 человека (507 мужского пола и 596 – женского), по национальности жители хутора, как и соседних населённых пунктов, включая Семейки были малороссияне (украинцы).
В следствии изменений административно-территориального деления, 14 мая 1928 года, Воронежская губерния была упразднена и её территория вошла в Центрально-Чернозёмную область. Кувшин в это время входил в состав Россошанского округа, Подгоренского района. После ликвидации 13 июня 1934 года Центрально-Чернозёмной области, территория хутора Кувшин вошла в состав Воронежской области, в которой пребывает и сейчас.

## Население
| 1859 | 1897 | 2010 |
| ---- | ---- | ---- |
| 681  | ↘667 | ↘45  |